# Ilabrat
Ilabrat je bil v asirski, babilonski in akadski mitologiji spremljevalec in vezir boga neba Anuja in član njegovega spremstva.
Omenjen je na glinasti tablici z legendo Adapa in jedi življenja, ki naj bi pojasnila izvor smrti. Adapa, ki si je prislužil modrost, ne pa tudi večnega življenja, je bil sin tempeljskega svečenika boga Ea/Enkija v Eriduju, ki je opravljal obrede s kruhom in vodo. 
Ko je Adapa ribaril na mirnem morju, se je nenadoma dvignil Južni veter in prevrnil njegov čoln, da je padel v vodo. "Južni veter" bi se lahko nanašal na Enlilovo ženo boginjo Ninlil, ki je bila opredeljena kot boginja južnega vetra. Jezni Adapa je "lomil krila" južnemu vetru, da sedem dni ni mogel prinašati svežine morja na toplo zemljo. Adapa je bil zato poklican pred Anujevo sodišče v nebesih, kjer mu je oče Ea svetoval, naj ne je in ne pije ničesar, kar bodo prinesli predenj, ker se je bal, da bodo to jedi in voda smrti. Adapa je na Anuja naredil dober vtis, zato mu je namesto jedi in vode smrti ponudil jedi in vodo večnega življenja. Adapa je po očetovem nasvetu oboje odklonil in ostal smrtnik. 

## Vir
- Michael Jordan. Encyclopedia of Gods. Kyle Cathie Limited, 2002.